# Кричне горно

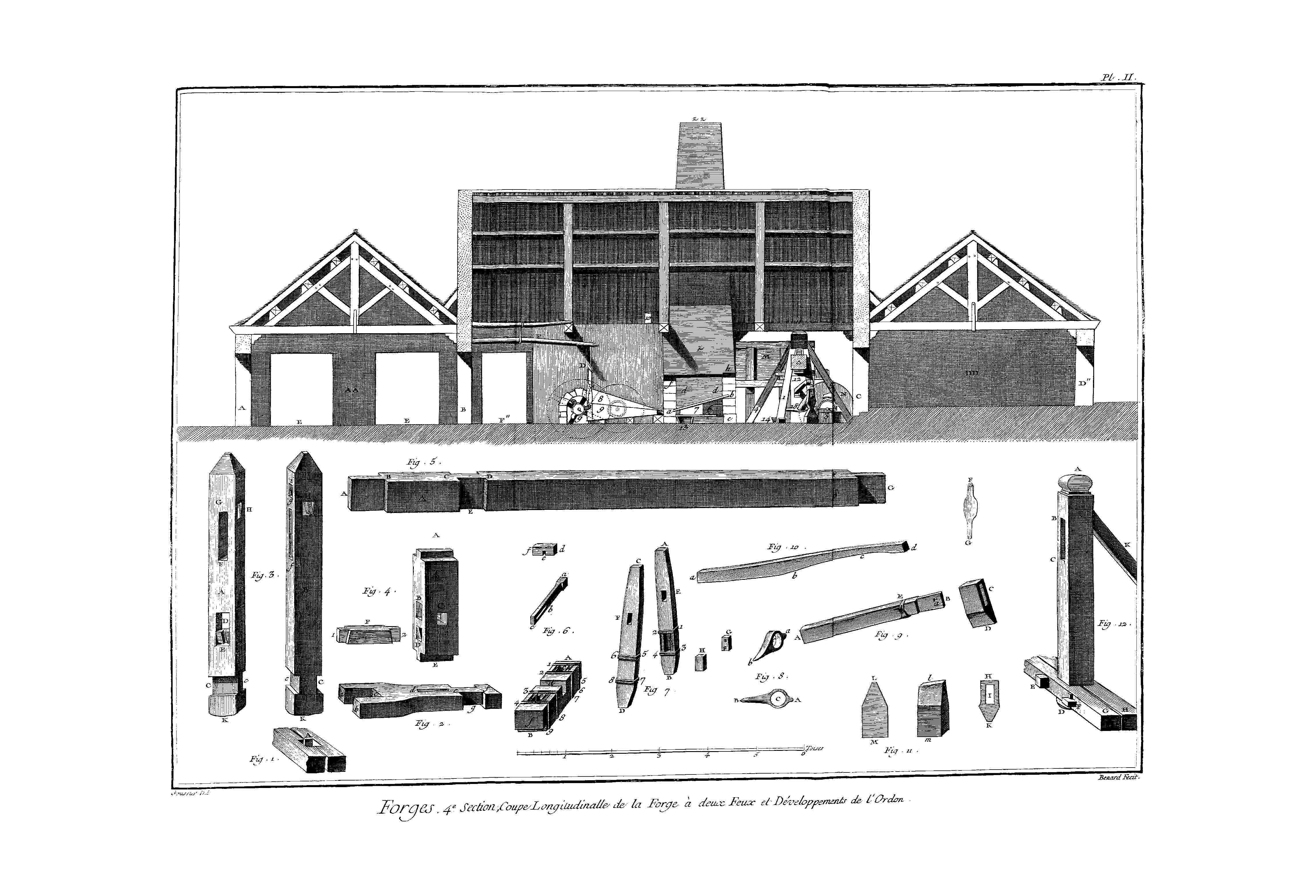
Схема будови гамарні, на якій показано розташування кричного горна і інших засобів для кричної переробки.

Кри́чне го́рно — горно, в якому чавун шляхом кричної переробки переробляли на ковке залізо. З'явилися у 14 столітті з початком виплавлення чавуну, почали виходити з використання наприкінці 18 століття в зв'язку з появою ефективнішого процесу — пудлінгування, але у окремих місцевостях використовувалися і пізніше. Існувало кілька типів кричних горен, що було продиктовано умовами тих місць, де вони використовувалися, і перш за все якістю чавуну і деревного вугілля, а також розвитком технології.

## Типи кричних горен
За зовнішнім виглядом кричні горна були відкриті і закриті.

## Принцип роботи
Принцип роботи кричного горна полягає у рафінуванні чавуну, тобто видаленні з нього надмірної кількості вуглецю, кремнію та марганцю шляхом окиснення перерахованих домішок при стіканні крапель розплавленого чавуну через фурмену зону. Метал накопичується на поді горна, де в ньому додатково зменшується вміст вуглецю завдяки окиснювальній дії залізистого шлаку. Надалі криця, що її виймають з горна, проковується з метою ущільнення і видалення шлаку.